# Walajapet
Walajapet är en ort i Indien.   Den ligger i distriktet Vellore och delstaten Tamil Nadu, i den södra delen av landet, 1 800 km söder om huvudstaden New Delhi. Walajapet ligger 173 meter över havet och antalet invånare är 30 256.
Terrängen runt Walajapet är platt. Runt Walajapet är det tätbefolkat, med 476 invånare per kvadratkilometer. Närmaste större samhälle är Arcot, 5,6 km väster om Walajapet. Omgivningarna runt Walajapet är en mosaik av jordbruksmark och naturlig växtlighet.